# Pygmaeocereus bieblii
Pygmaeocereus bieblii ist eine Pflanzenart in der Gattung Pygmaeocereus aus der Familie der Kakteengewächse (Cactaceae). Das Artepitheton bieblii ehrt den deutschen Kakteensammler Wolfgang Biebl.

## Beschreibung
Pygmaeocereus bieblii wächst einzeln mit kugelförmigen kaum aus den Boden ragenden, grünen Trieben von bis 5 Zentimeter Durchmesser. Die 10 bis 25 kaum erkennbaren Rippen sind in warzenartige Höcker gegliedert. Der einzelne Mitteldorn, der 2 bis 4 Millimeter lang ist und einen Durchmesser von 1 Millimeter aufweist, kann auch fehlen. Die 3 bis 10 kammförmig angeordneten Randdornen sind weiß bis dunkelgelb  und 1 bis 1,5 Millimeter lang.
Die breit trichterförmigen, weißen Blüten sind 6 bis 7 Zentimeter lang und haben Durchmesser von 4,5 bis 6 Zentimeter. Ihre Blütenröhre ist lang und schlank. Die 6 bis 10 Millimeter langen Früchte sind grünlich rot bis bräunlich.

## Verbreitung, Systematik und Gefährdung
Pygmaeocereus bieblii ist in der peruanischen Region Ancash nordwestlich von Huaraz in Höhenlagen von 600 bis 1800 Metern verbreitet.
Die Erstbeschreibung erfolgte 1995 durch Lothar Diers. Ein nomenklatorisches Synonym ist Haageocereus bieblii (Diers) Lodé (2013).
Es werden folgende Unterarten unterschieden:
- Pygmaeocereus bieblii subsp. bieblii
- Pygmaeocereus bieblii subsp. kuehhasii (Diers) Ostolaza[3][4]

In der Roten Liste gefährdeter Arten der IUCN wird die Art als „Endangered (EN)“, d. h. als stark gefährdet geführt.

## Nachweise